# Radio Espace
Pour les articles homonymes, voir Espace.
 (février 2014).
Si vous disposez d'ouvrages ou d'articles de référence ou si vous connaissez des sites web de qualité traitant du thème abordé ici, merci de compléter l'article en donnant les références utiles à sa vérifiabilité et en les liant à la section « Notes et références ».
Radio Espace est une station de radio locale française dont le siège est à Lyon, et qui appartient à Espace Group. Elle diffuse principalement de la musique dance, RnB et groove. Son slogan est « La plus Lyon des radios ». Elle est membre des Indés Radios et du SIRTI.

## Historique
Radio Espace a été créée le 25 avril 1997.

## Programmation
La programmation ne présente aucune particularité. Les animateurs interviennent par tranche horaire de trois ou quatre heures. La station propose une matinale (laquelle était aussi diffusée sur TLM entre 2015 et 2018). Une libre antenne est ouverte en soirée deux heures durant. Le vendredi soir, de 19 heures à minuit, un programme de musique dance floor est proposé par Philippe Jacquet.
L’information locale revêt une place importante. La rédaction est composée de quatre journalistes :
- Léa Dusson est chargée des matinales.
- Amélie Deloraine est la coordinatrice de la rédaction, présentant le flash de 12h.
- Florence Lago présente l'information de 17h à 19h.

Radio Espace donne régulièrement rendez-vous à ses auditeurs lors de concerts gratuits, sur invitation, regroupant une quinzaine d'artistes diffusés à l'antenne.

## Diffusion sur la bande FM
En plus de Lyon, Radio Espace est diffusé, en modulation de fréquence, dans deux villes du Beaujolais, avec  une 4e fréquence à Villefranche-sur-Saône.
| Secteur                 | Fréquence | Diffuseur      | Adresse de diffusion                                             |
| ----------------------- | --------- | -------------- | ---------------------------------------------------------------- |
| Lyon                    | 96,9 MHz  | TDF            | Tour métallique de Fourvière 10, montée Nicolas de Lange Lyon 5e |
| Lamure-sur-Azergues     | 105,7 MHz | TDF            | Leffeigne Claveisolles                                           |
| Sainte-Foy-l'Argentière | 97,5 MHz  | Auto-diffusion | Boussoure Saint-Genis-l'Argentière                               |
| Villefranche-sur-Saône  | 97,0 MHz  | Auto-diffusion | Notre-Dame de Buisante Pommiers                                  |